# Martini-Klinik am UKE
Die Martini-Klinik am UKE GmbH ist eine hundertprozentige Tochtergesellschaft des Universitätsklinikums Hamburg-Eppendorf (UKE), welche sich rund um den Prostatakrebs spezialisiert hat.

## Geschichte
Die Martini-Klinik wurde 2005 von Hartwig Huland und Markus Graefen als Privatklinik gegründet. Ziel ist es, Prostatakrebs zu diagnostizieren, bestmöglich zu behandeln und zu erforschen. Es werden neben Privatpatienten und Selbstzahlern auch Patienten gesetzlicher Krankenkassen behandelt, wenn ein Kooperationsvertrag besteht. Seit 2012 ist Detlef Loppow Geschäftsführer der Martini-Klinik.
Es werden standardmäßig zwei Operationstechniken angeboten. Sowohl die klassische offene Prostatektomie als auch die minimal-invasive roboterassistierte (Da-Vinci-Operationssystem)-Operation.
Nirgendwo auf der Welt werden nach Klinikauskunft mehr Männer mit Prostatakrebs operiert. Auf Platz zwei liegt mit weitem Abstand das Klinikum der Johns Hopkins University in Baltimore, das gut die Hälfte der Fallzahlen erreicht. 2642 radikale Prostataentfernungen wurden 2019, dem Jahr vor der Coronapandemie, an der Martini-Klinik durchgeführt. Fast neun Prozent der Patienten kamen für den Eingriff aus dem Ausland nach Hamburg. Die Martini-Klinik brachte es sogar zu einer Fallstudie der Harvard Business School.

## Herausstellungsmerkmale
Die Martini-Klinik führt als Spezialklinik mit etwa 2500 Prostataoperationen pro Jahr die meisten dieser Eingriffe weltweit durch. Sie ist in Europa die einzige Spezialklinik für Prostatakrebsbehandlungen.
Jeder leitende Arzt ist ein sogenannter high-volume-Chirurg. Das heißt, es werden pro Jahr 200 bis 300 Operationen von ihm durchgeführt. Dies ist ein Grund für die guten Operationsergebnisse.
| Qualität der Behandlung       | Deutschlandweit | Martini-Klinik |
| ----------------------------- | --------------- | -------------- |
| Volle Kontinenz               | 56,7 %          | 93,5 %         |
| Schwere, erektile Dysfunktion | 75,5 %          | 34,7 %         |

Um Spezialisten an der Klinik zu halten, wurde das Fakulty-System eingeführt. So gibt es, für Deutschland untypisch, zwölf leitende Ärzte (Chefärzte), welche sich im Bereich des Prostatakarzinoms weiter spezialisiert haben. Ziel ist es auch, dass jeder Patient einen Arzt als Bezugsperson hat, welcher Diagnostik, Aufklärung, Operation und Nachbehandlung übernimmt.
Eine weitere Besonderheit ist die weltweit größte Datenbank für Prostatakrebs, in der mehr als 25.000 Patienten erfasst sind. Mit dieser lässt sich die Ergebnisqualität erfassen, vergleichen und verbessern. Fast 100 Prozent der behandelten Männer machen mit und füllen die Umfragen aus. Schon eine Woche nach der OP geht es los mit vier Fragen dazu, ob die frisch Operierten den Urin halten könnten. Ein halbes Jahr später folgen Fragebögen zu möglichen Komplikationen nach dem Eingriff; dann folgen für zehn Jahre 26 Fragen etwa zur Erektionsfähigkeit oder Darmfunktion. Lebenslang wird einmal jährlich erfragt, ob der Krebs zurückgekommen ist. 70.000 Fragebögen wurden allein 2023 erfasst. Kritiker bemängeln, dass man die Daten intern und wenig transparent auswerte. Auch gebe es teils eigene Definitionen, die nicht immer mit denen der Weltgesundheitsorganisation übereinstimmten.

## Daten und Fakten
Im Gebäude O46 ⊙ des UKE hat die Martini-Klinik aktuell 71 Betten und vier Operationssäle. Jährlich werden circa 5000 Patienten ambulant behandelt.
2019 wurde mit einem Neubau begonnen. Dieser soll 2022/23 fertiggestellt sein und umfasst vier Stationen mit über 100 Betten und acht Operationssälen.
2015 hatte die Martini-Klinik einen Umsatz von circa 23 Millionen Euro und in zehn Jahren rund 23,5 Millionen Euro Überschuss erwirtschaftet. Mit der DRG M01B liegt der Fallerlös bei einer radikalen Prostatektomie 2019 bei etwa 9110 Euro. Die Operation mit dem da Vinci-System (Anschaffung ca. 1 Million Euro, Servicekosten pro Jahr ca. 100.000 Euro, Materialkosten pro Operation ca. 500 Euro) bringt rund 1000 Euro Zusatzkosten mit sich. 2024 wurden etwas andere Zahlen veröffentlicht: Laut Spiegel sind für die Martini-Klinik die Da-Vinci-Systeme nach wie vor ein Zuschussgeschäft. Intern wird gerechnet, dass die Klinik pro Anwendung rund 1200 Euro verliert. Nur weil man sich das Einmalmaterial von den Patienten erstatten lasse, könne man das System einsetzen. Mittlerweile werden auch in der Martini-Klinik mehr als die Hälfte der Eingriffe mit robotischer Assistenz durchgeführt.
Für 2023 wurde der Umsatz mit 36 Millionen Euro angegeben, davon bleiben je nach Jahr etwa 2 bis 4,5 Millionen Euro übrig – der Gewinn fließt zurück an die Mutter, das steuerfinanzierte UKE. Es werden trotz des Status als Privatklinik auch Kassenpatienten behandelt, wenngleich der Anteil der Privatversicherten im Prostatakrebszentrum bei mehr als der Hälfte liegt.